# بربيت نازل الحنجرة
بربيت نازل الحنجرة (الاسم العلمي: Stactolaema) هو جنس من الطيور يتبع الفصيلة البربيتية من رتبة نقاريات الشكل.

## أنواع بربيت نازل الحنجرة
- بربيت أبيض الأذن
- بربيت وايتي
- بربيت أنشياتا
- بربيت زيتوني